# 정당의 등록취소 사건
정당의 등록취소 사건은 정당법 제38조 제1항 제3호 등 위헌확인을 구한 대한민국 통치구조 관련 헌법재판소 판례이다. 

## 사실관계
군소정당은 국회의원선거에서 구 정당법이 요구한 유효투표총수 2%에 못미쳐 정당등록이 취소되자 청구인의 정당설립의 자유, 평등권, 결사의 자유 등이 침해받았다고 하여 헌법소원심판을 청구하였다. 

## 결론
각하

## 이유

### 심판청구의 적법여부
이 사건 등록취소규정에 의하여 곧바로 청구외 사회당이 소멸하여 그 결과 청구인 주장의 기본권이 침해되는 것이 아니라 위 규정 소정의 등록취소사유에 해당되는지 여부에 대한 중앙선거관리위원회의 심사 및 그에 이은 등록취소라는 집행행위에 의하여 비로소 정당이 소멸하게 된다. 중앙선거관리위원회의 이 사건 사회당에 대한 등록취소처분이 행정소송의 대상이 된다. 

## 참고 문헌
- 정당등록취소와 정당설립의 자유, 헌법학연구, 한국헌법학회 2014년
- 정회철 김유향, 최근5년간 헌법 중요판례 200, 윌비스, 2014. ISBN 9788965386124
- 헌법재판소 판례 2006.3.30. 2004헌마246 [기각]